# Grzegorz Witkowski
Grzegorz Witkowski (ur. 12 marca 1982 w Skarżysku-Kamiennej) – polski działacz harcerski i polityczny, urzędnik państwowy, w latach 2016–2020 podsekretarz stanu w Ministerstwie Gospodarki Morskiej i Żeglugi Śródlądowej, w latach 2020–2023 podsekretarz stanu w Ministerstwie Infrastruktury.

## Życiorys
Absolwent I Liceum Ogólnokształcącego im. Juliusza Słowackiego w Skarżysku-Kamiennej. Przez wiele lat związany z harcerstwem jako wychowawca i instruktor w stopniu podharcmistrza. Od 2004 do 2007 kierował biurem Głównej Kwatery Harcerzy Związku Harcerstwa Rzeczypospolitej.
W 2007 pracował w ówczesnym Ministerstwie Gospodarki Morskiej, później zatrudniony w Fundacji Rozwoju Kultury Fizycznej. Od 2008 należy do Prawa i Sprawiedliwości, współpracował z posłami z ramienia tej partii Andrzejem Bętkowskim i Joachimem Brudzińskim, a także przez ponad 8 lat z Markiem Gróbarczykiem. Pozostawał zaangażowany w kampanie wyborcze partii w 2015 podczas wyborów parlamentarnych i prezydenckich. Od grudnia 2015 pełnił funkcję szefa gabinetu politycznego w Ministerstwie Gospodarki Morskiej i Żeglugi Śródlądowej. 
14 września 2016 powołany na stanowisko wiceministra gospodarki morskiej i żeglugi śródlądowej, odpowiedzialnego za kontakty międzyresortowe i z parlamentem. Zakończył pełnienie funkcji 7 października 2020 w związku z likwidacją resortu. W grudniu tego samego roku powrócił do rządu na stanowisko podsekretarza stanu w Ministerstwie Infrastruktury. W listopadzie 2023 złożył rezygnację z zajmowanego stanowiska.

## Życie prywatne
Żonaty, ma dwójkę dzieci. Mieszka w Warszawie. Wieloletni współpracownik Stowarzyszenia Wspólnota Polska.